# ليزلي بروكس ولز
ليزلي بروكس ولز (بالإنجليزية: Lesley B. Wells) هي قاضية ومحامية أمريكية، ولدت في 6 أكتوبر 1937 في مسكيغون في الولايات المتحدة.